# Lac Ozette
Le lac Ozette (Lake Ozette) est le troisième plus grand lac naturel de l'État de Washington derrière le lac Chelan et le lac Washington. Le lac, situé dans la partie nord de la zone côtière du parc national Olympique, est juché à seulement 9 mètres au-dessus du niveau de la mer.
Il se déverse dans l'océan Pacifique via l'Ozette River. Les archéologues y ont découvert de nombreux vestiges de la tribu amérindienne Makah.

## Référence
- (en) Cet article est partiellement ou en totalité issu de l’article de Wikipédia en anglais intitulé « Ozette Lake » (voir la liste des auteurs).

1. ↑  (en) « Le lac Ozette », Western Washington University, 2009 (consulté le 2 mars 2010)